# Vrély
Vrély és un municipi francès situat al departament del Somme i a la regió dels Alts de França. L'any 2007 tenia 458 habitants.

## Demografia

### Població

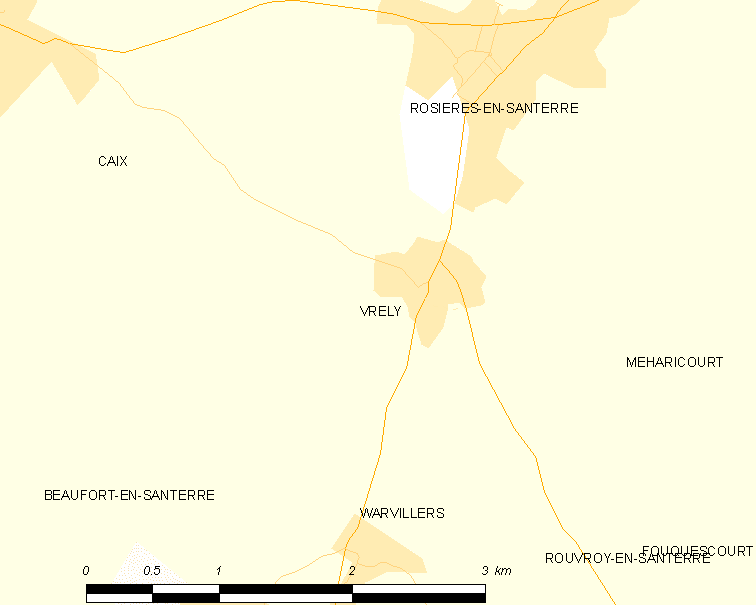

El 2007 la població de fet de Vrély era de 458 persones. Hi havia 165 famílies de les quals 36 eren unipersonals (20 homes vivint sols i 16 dones vivint soles), 40 parelles sense fills, 81 parelles amb fills i 8 famílies monoparentals amb fills.
La població ha evolucionat segons el següent gràfic:
Habitants censats

### Habitatges

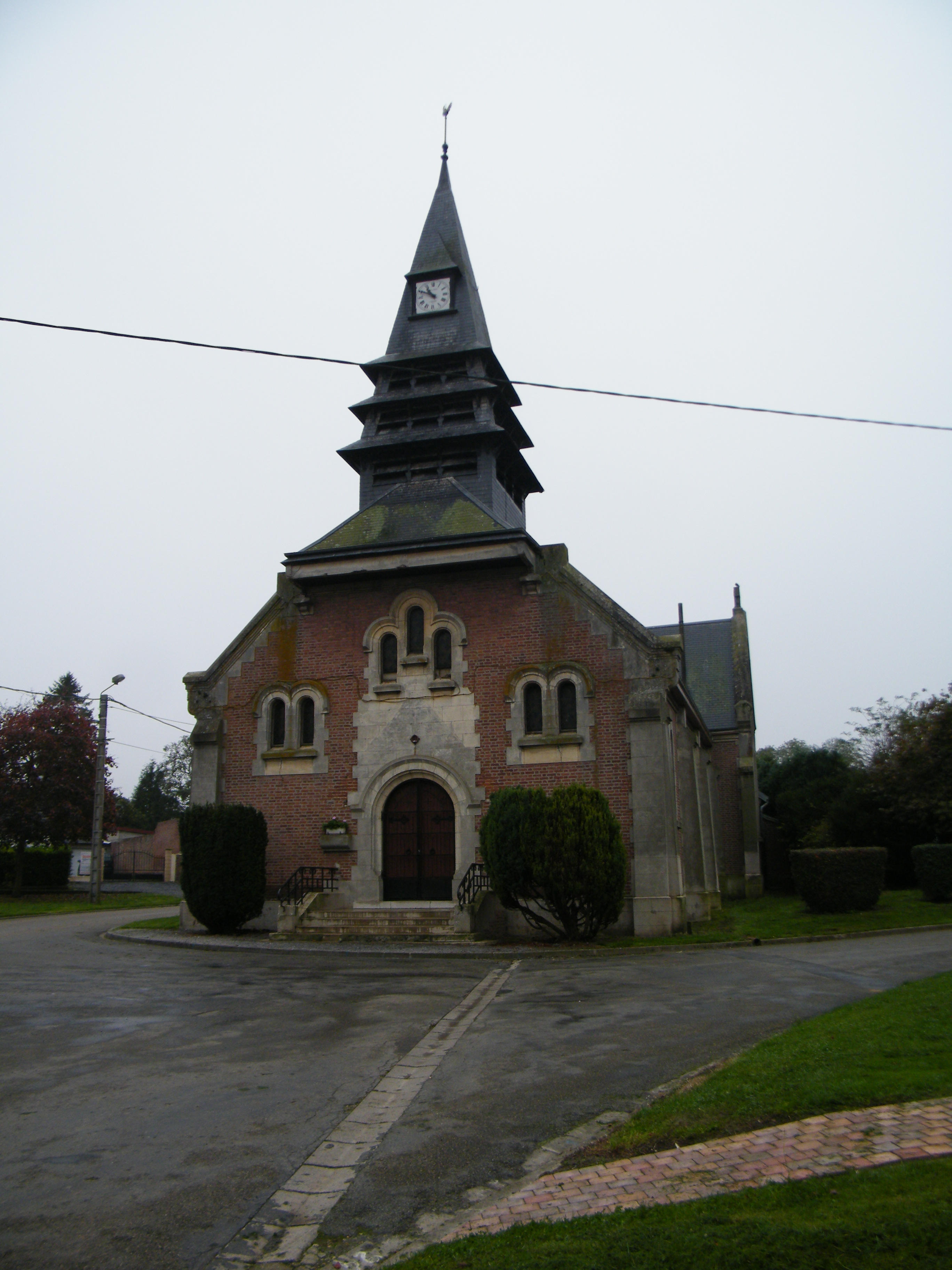
església

El 2007 hi havia 205 habitatges, 174 eren l'habitatge principal de la família, 13 eren segones residències i 17 estaven desocupats. Tots els 205 habitatges eren cases. Dels 174 habitatges principals, 139 estaven ocupats pels seus propietaris, 32 estaven llogats i ocupats pels llogaters i 3 estaven cedits a títol gratuït; 2 tenien dues cambres, 13 en tenien tres, 54 en tenien quatre i 105 en tenien cinc o més. 138 habitatges disposaven pel capbaix d'una plaça de pàrquing. A 69 habitatges hi havia un automòbil i a 92 n'hi havia dos o més.

### Piràmide de població

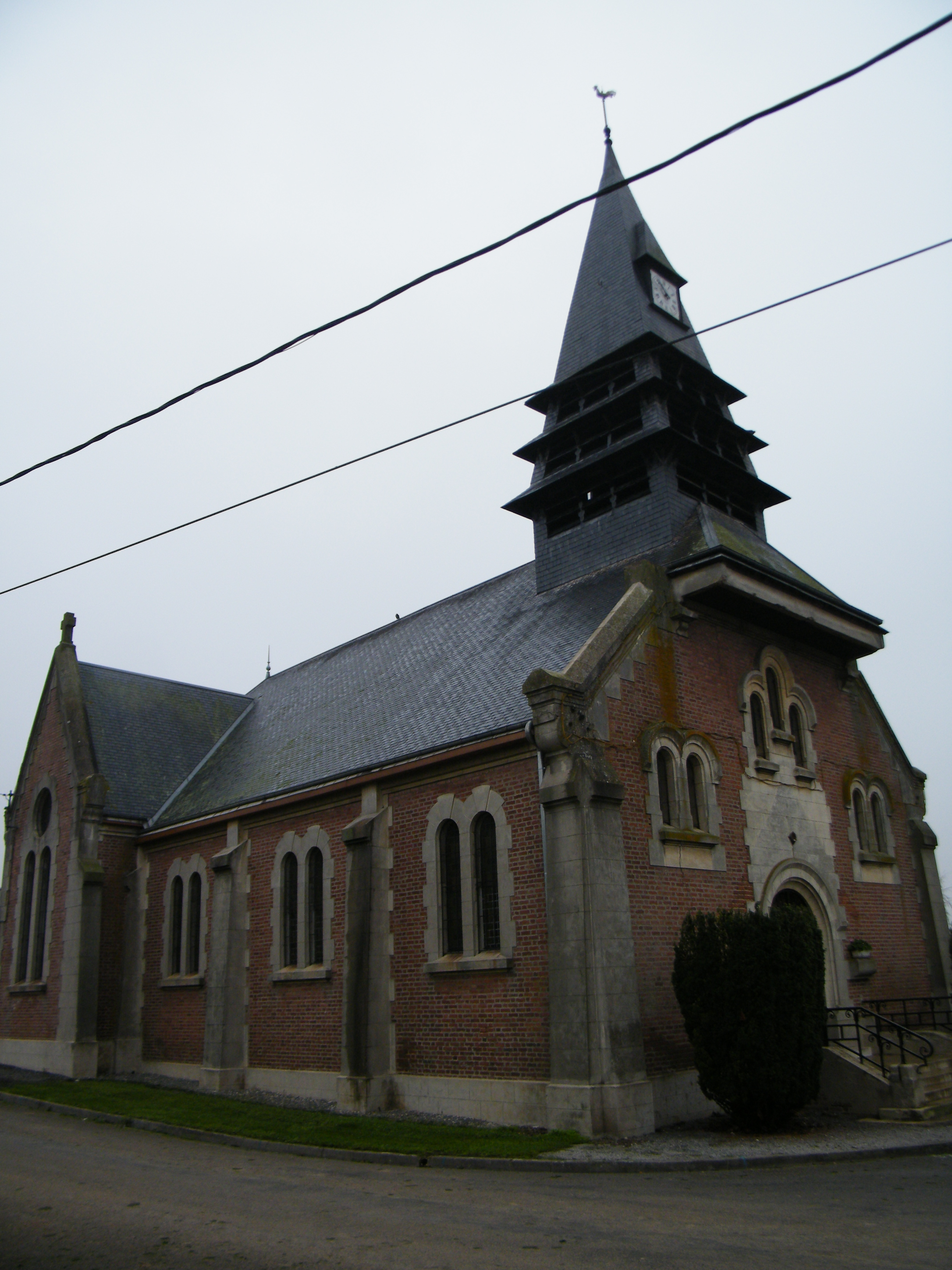

La piràmide de població per edats i sexe el 2009 era:
| Homes | Edats   | Dones |
| ----- | ------- | ----- |
| 0     | 95 o +  | 0     |
| 0     | 90 a 94 | 0     |
| 0     | 85 a 89 | 0     |
| 0     | 80 a 84 | 4     |
| 4     | 75 a 79 | 12    |
| 8     | 70 a 74 | 4     |
| 12    | 65 a 69 | 20    |
| 16    | 60 a 64 | 8     |
| 4     | 55 a 59 | 4     |
| 12    | 50 a 54 | 4     |
| 12    | 45 a 49 | 20    |
| 16    | 40 a 44 | 16    |
| 28    | 35 a 39 | 20    |
| 20    | 30 a 34 | 24    |
| 20    | 25 a 29 | 4     |
| 16    | 20 a 24 | 16    |
| 8     | 15 a 19 | 8     |
| 20    | 10 a 14 | 12    |
| 20    | 5 a 9   | 24    |
| 20    | 0 a 4   | 4     |

## Economia

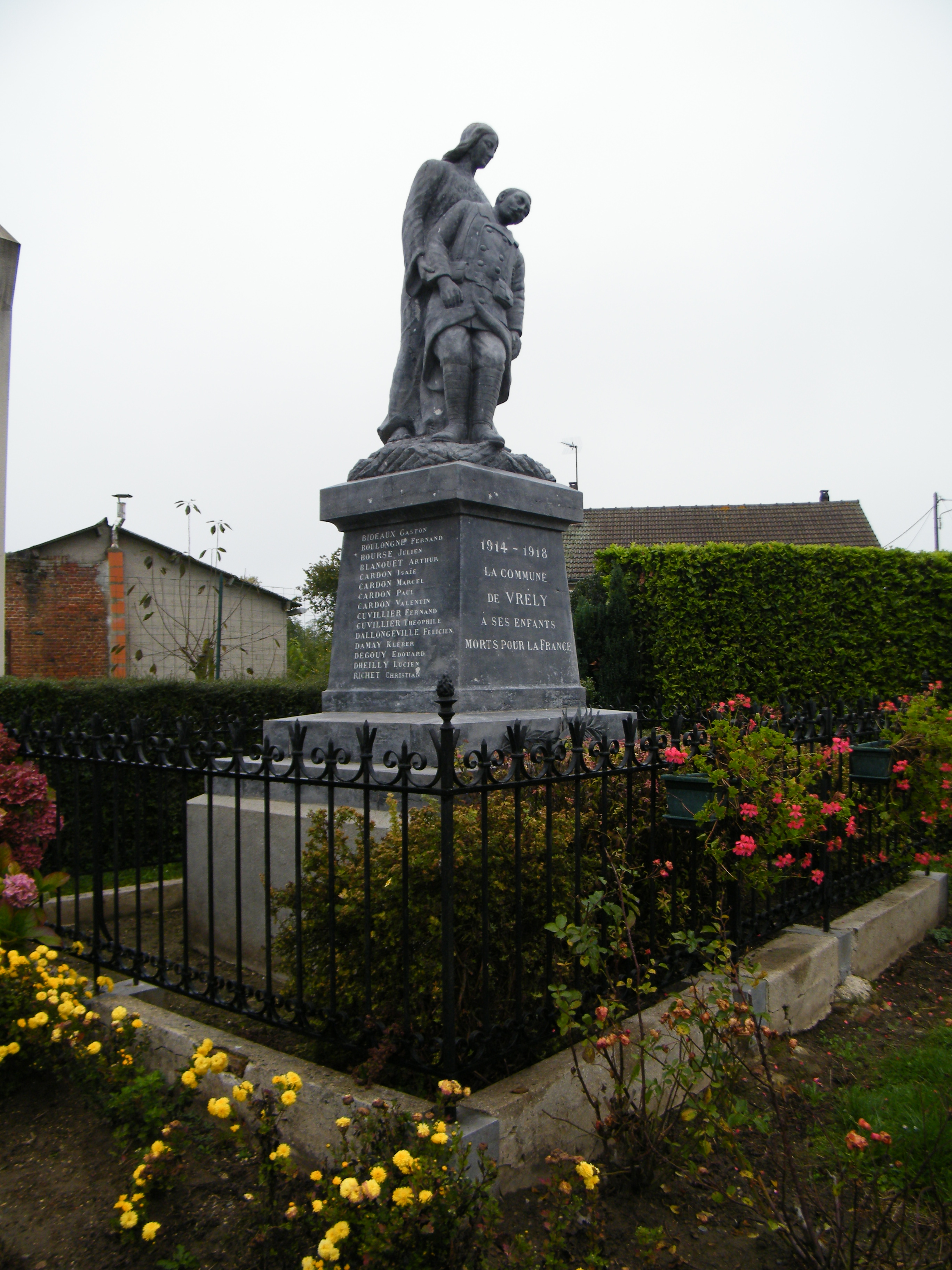

El 2007 la població en edat de treballar era de 303 persones, 228 eren actives i 75 eren inactives. De les 228 persones actives 206 estaven ocupades (124 homes i 82 dones) i 22 estaven aturades (10 homes i 12 dones). De les 75 persones inactives 26 estaven jubilades, 23 estaven estudiant i 26 estaven classificades com a «altres inactius».

### Ingressos
El 2009 a Vrély hi havia 174 unitats fiscals que integraven 450,5 persones, la mediana anual d'ingressos fiscals per persona era de 17.164 €.

### Activitats econòmiques
Dels 10 establiments que hi havia el 2007, 6 eren d'empreses de construcció, 2 d'empreses d'hostatgeria i restauració, 1 d'una empresa d'informació i comunicació i 1 d'una empresa classificada com a «altres activitats de serveis».
Dels 5 establiments de servei als particulars que hi havia el 2009, 1 era un paleta, 2 guixaires pintors, 1 fusteria i 1 lampisteria.

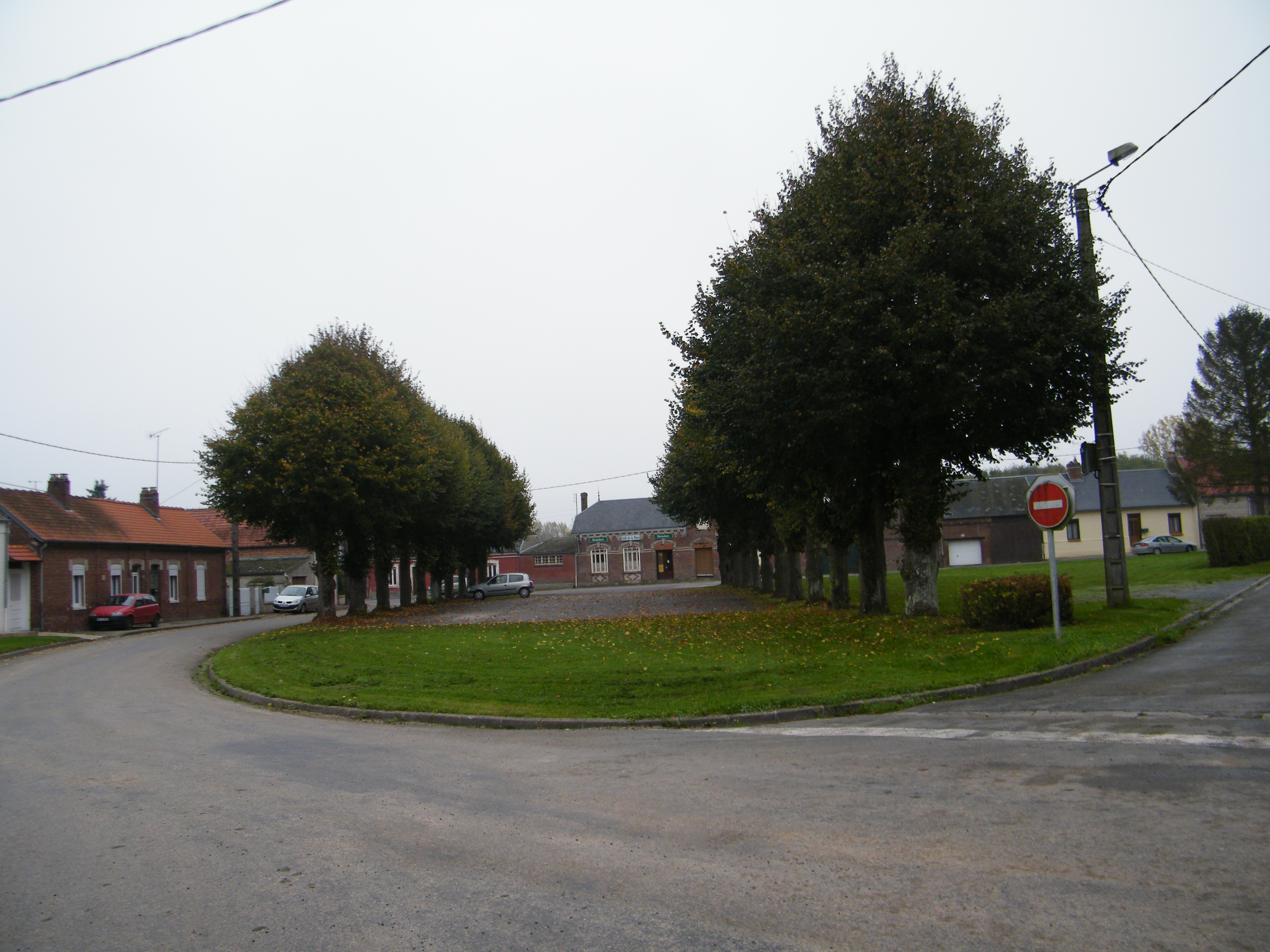

L'any 2000 a Vrély hi havia 10 explotacions agrícoles que ocupaven un total de 1.290 hectàrees.

## Poblacions més properes
El següent diagrama mostra les poblacions més properes.